# S.W.A.T. (film)
S.W.A.T. is een Amerikaanse actiefilm uit 2003 onder regie van Clark Johnson met in de hoofdrollen Samuel L. Jackson, Colin Farrell, Michelle Rodríguez en LL Cool J. De film is gebaseerd op de gelijknamige televisieserie uit 1975.

## Verhaal
Een gearresteerde drugsbaas wordt door het S.W.A.T.-team van de politie van Los Angeles de stad uit gebracht naar de gevangenis. Wanneer de drugsbaas een beloning van 100 miljoen uitlooft voor de persoon die hem weet te bevrijden, wordt al snel duidelijk dat dit geen gemakkelijke klus gaat worden.

## Rolverdeling
| Acteur               | Personage               |
| -------------------- | ----------------------- |
| Samuel L. Jackson    | Dan 'Hondo' Harrelson   |
| Colin Farrell        | Jim Street              |
| Michelle Rodriguez   | Chris Sanchez           |
| LL Cool J            | Deacon 'Deke' Kay       |
| Josh Charles         | T.J. McCabe             |
| Jeremy Renner        | Brian Gamble            |
| Brian Van Holt       | Michael Boxer           |
| Olivier Martinez     | Alex Montel             |
| Reg E. Cathey        | Greg Velasquez          |
| Larry Poindexter     | Thomas Fuller           |
| Page Kennedy         | Travis                  |
| Domenick Lombardozzi | GQ                      |
| James DuMont         | Gus                     |
| Denis Arndt          | Howard                  |
| Lindsey Ginter       | Hauser                  |
| Lucinda Jenney       | Kathy                   |
| E. Roger Mitchell    | Agent Kirkland          |
| Jay Acovone          | Lear Jet Pilot          |
| Mario Aguilar Jr.    | Beat-up Latino Thug     |
| Peter Allas          | Bistro Gangster #1      |
| Frankie J. Allison   | Robber #2               |
| Michael Baker        | Range Official          |
| Dianne Barone        | Newscaster #1           |
| Hendrik Sleeckx      | Cop #2                  |
| Bridget Powers       | Zichzelf                |
| Joe Bucaro III       | Robber #3               |
| Brad Crosby          | Lee                     |
| Ken Davitian         | Uncle Martin Gascoigne  |
| Reed Diamond         | Officer David Burress   |
| Martin Dorsla        | Hip Cop                 |
| Steve Forrest        | SWAT Truck Driver       |
| María Gálvez         | Latino Woman            |
| Willie Gault         | Newscaster #2           |
| Sheri Goldner        | Dispatcher #1           |
| Bruce Gray           | Mr. Richard Segerstrom  |
| Michael Guarnera     | Paramedic               |
| Noel Gugliemi        | Latino Thug             |
| Steven Hack          | Motorcycle Cop          |
| Daniel Ichikawa      | Sergeant Yamoto         |
| Clark Johnson        | Deke's Handsome Partner |
| Tricia Kelly         | Waitress at Pub         |
| Jenya Lano           | Monique                 |
| Brian Leckner        | Cashier                 |
| Iris Little          | Bank Supervisor         |
| Ricki Lopez          | Agusta Pilot #2         |
| Elio Lupi            | Hot Dog Vendor          |
| Alexander Lyras      | Bistro Gangster #2      |
| Larry McCormick      | Zichzelf                |
| Jay Montalvo         | Spanish Newscaster      |
| Neal H. Moritz       | Luxury Car Driver       |
| Devika Parikh        | Jail Intake Reporter    |
| Rod Perry            | Deacon Kaye's uncle     |
| Audra Platz          | Dispatcher #2           |
| Stephen Ramsey       | Lear Jet Co-Pilot       |
| Ken Rudulph          | Reporter                |
| Heather Salmon       | Wounded Bank Teller     |
| Ashley Scott         | Lara                    |
| Gregory Sporleder    | Robber #1               |
| Richard Steinmetz    | SWAT Negotiator         |
| David St. James      | Polish Hostage          |
| Arlow Stewart        | Homeboy                 |
| Shannon Sturges      | Mrs. Segerstrom         |
| Andy Umberger        | Deputy Chief            |
| Nick Vachon          | Agusta Pilot #1         |
| Jeff Wincott         | Ed Taylor               |
| Philip Akin          | Hijacked Passenger      |
| J. Grant Albrecht    | Desk Sergeant           |
| Frank Alvarez        | Gangster Watching TV    |
| Don "Magic" Juan     | Zichzelf                |